# Marek Chrascina
Marek Chrascina, né le 16 septembre 1997 à Jablunkov, est un coureur de fond tchèque spécialisé en course en montagne et en 3 000 mètres steeple. Il a remporté la médaille de bronze aux championnats du monde de course en montagne 2019 et est quadruple champion de Tchéquie de course en montagne.

## Biographie
Enfant très actif, Marek commence le sport dès l'âge de six ans afin de canaliser son énergie. Bien qu'il ne skie pas, il rejoint un club de fondeurs et partage leurs entraînements estivaux de course à pied. Il rejoint ensuite un nouveau club d'athlétisme dans sa ville natale de Jablunkov et découvre la piste. S'essayant au demi-fond et au fond, Marek se spécialise sur la distance du 3 000 mètres steeple. Il n'hésite cependant pas à s'essayer à de nouvelles disciplines et se découvre une affinité pour la course en montagne.
Le 4 août 2018, il effectue une solide course lors des championnats de Tchéquie de course en montagne à Bělá pod Pradědem. Pointant en quatrième position, il lance son attaque à deux kilomètres de la fin et parvient à prendre la tête. Il s'impose avec 42 secondes d'avance devant le favori Jan Janů et remporte son premier titre national à vingt ans.
Marek connaît une bonne saison 2019 mais chargée, devant jongler entre course en montagne et 3 000 mètres steeple. Le 16 juin, il remporte le titre de champion U22 de Tchéquie du 3 000 mètres steeple en 9 min 2 s 45, battant de plus de vingt secondes son plus proche poursuivant David Foller. Sélectionné à la fois pour les championnats d'Europe de course en montagne et les championnats d'Europe juniors d'athlétisme à Borås, Marek choisit ces derniers. Courant le 3 000 mètres steeple, il termine sa série en 9 h 10 min 51 s, huit secondes de plus que son record personnel et n'atteint pas la finale. Le 15 novembre, il prend part aux championnats du monde de course en montagne à Villa La Angostura. Aux côtés de son compatriote Jan Janů, il effectue la course dans le groupe de poursuivants. Le petit peloton arrive toujours groupé vers l'arrivée et la troisième marche du podium se joue au sprint. Marek parvient à prendre le meilleur sur Jan et décroche la troisième marche du podium. Les deux hommes montent sur la première marche du podium au classement par équipes avec Jáchym Kovář dixième.
Le 1er août 2020, il s'élance comme favori aux championnats de Tchéquie de course en montagne à Bělá pod Pradědem. Confirmant son statut, il se détache au troisième kilomètre et domine l'épreuve. Il remporte la victoire avec plus de deux minutes d'avance sur Jan Janů, décrochant ainsi son deuxième titre national.

## Palmarès
| no  | masculin           | Course                                         | Longueur | Départ           | Temps           |
| --- | ------------------ | ---------------------------------------------- | -------- | ---------------- | --------------- |
| 1re | Médaille d'or      | Championnats de Tchéquie de course en montagne | 9,5 km   | 4 août 2018      | 41 min 59 s     |
| 3e  | Médaille de bronze | Championnats du monde de course en montagne    | 14,7 km  | 15 novembre 2019 | 1 h 5 min 57 s  |
| 1re | Médaille d'or      | Championnats de Tchéquie de course en montagne | 9,5 km   | 1er août 2020    | 40 min 45 s     |
| 3e  | Médaille de bronze | Semi-marathon de Krkonoše                      | 21 km    | 15 août 2021     | 1 h 33 min 35 s |
| 1re | Médaille d'or      | Championnats de Tchéquie de course en montagne | 12 km    | 4 juin 2022      | 53 min 51 s     |
| 1re | Médaille d'or      | Championnats de Tchéquie de course en montagne | 12,7 km  | 13 mai 2023      | 50 min 44 s     |

## Records
| Épreuve              | Épreuve              | Performance    | Date              | Lieu       |
| -------------------- | -------------------- | -------------- | ----------------- | ---------- |
| 800 mètres           | 800 mètres           | 1 min 56 s 95  | 26 août 2017      | Břeclav    |
| 1 500 mètres         | Plein air            | 3 min 35 s 03  | 12 juin 2020      | Ostrava    |
| 1 500 mètres         | En salle             | 4 min 10 s 95  | 15 février 2015   | Prague     |
| 3 000 mètres         | Plein air            | 8 min 14 s 49  | 5 juin 2020       | Ostrava    |
| 3 000 mètres         | En salle             | 8 min 22 s 24  | 5 mars 2022       | Ostrava    |
| 5 000 mètres         | 5 000 mètres         | 14 min 35 s 90 | 10 mai 2022       | Opava      |
| 10 000 mètres        | 10 000 mètres        | 30 min 37 s 50 | 5 juin 2021       | Birmingham |
| 2 000 mètres steeple | 2 000 mètres steeple | 5 min 55 s 60  | 28 août 2019      | Brno       |
| 3 000 mètres steeple | 3 000 mètres steeple | 8 min 50 s 33  | 23 mai 2021       | Ostrava    |
| 10 kilomètres        | 10 kilomètres        | 32 min 21 s    | 24 septembre 2019 | Prague     |
| Semi-marathon        | Semi-marathon        | 1 h 6 min 55 s | 9 avril 2022      | Pardubice  |